# Razred amfibijskodesantih ladij Tarawa
| Razred amfibijskodesantih ladij Tarawa  | Razred amfibijskodesantih ladij Tarawa |
| --------------------------------------- | -------------------------------------- |
| Vodilna ladja razreda USS Tarawa (1997) |                                        |
| Pregled                                 |                                        |
| Tip:                                    | Amfibijskodesantna ladja               |
| Ime:                                    | Atol Tarava (Tarawa)                   |
| Velikost razreda:                       | 5 zgrajene, 4 v uporabi                |
| Tehnični podatki                        |                                        |
| Izpodriv:                               | 40.000 ton                             |
| Dolžina:                                | 250 m                                  |
| Širina:                                 | 31 m                                   |
| Ugrez:                                  | 8 m                                    |
| Hitrost:                                | 24 vozlov                              |
| Posadka:                                | 82 častnikov, 882 moštva               |
| Marinski oddelek:                       | 1.900                                  |
| Doseg:                                  | 10.000 milj pri 20 vozlih              |
| Pogon:                                  | 2 vijaka                               |

Razred amfibijskodesantnih ladij Tarawa je sodoben razred amfibijskodesantnih ladij, ki je v uporabi v Vojni mornarici ZDA.

## Zasnova

### Prostori
Ladja je razdeljena na več ločenih prostorov oz. območij na ladji:
- ladijski dok,
- letalski hangar,
- poveljniški most,
- bivalni prostori,
- skladiščni prostori in
- bolnišnica.

Dok je tako velik 80x24 m, kjer so zasidrana plovila. Ladja ima tako 3.000 m² parkirnih mest, ki so namenjena za 160 vozil, 3.300 m³ prostora za paletno skladiščenje, 400.000-litrski rezervoar za letalsko gorivo in 40.000-litrski za gorivo za vozila.
Vsak član posadke in marinec ima lastno posteljo (moštvo v skupinskih spalnicah, častniki v kajutah). Poleg tega je njim namenjeno tudi 500 m² prostora za urjenje in skupinski prostori (jedilnice, knjižnice, ...).
Bolnišnica je ena najsodobneje opremljenih. Ima 300 bolniških postelj, 17 travmatoloških postelj, 4 operacijske sobe, rentgen, laboratorij, zobozdravstveno, ortopedsko, travmatološko in kirurško ambulanto in krvno banko (1.000 enot).

### Oborožitev
Ladje so bile prvotno opremljene z dvema 127-mm topovoma Mk. 45, ki sta bila namenjena za obstreljevanje obale, protiletalsko in protiladijsko obrambo. Izkazala sta se za neuporabna, zato so jih odstranili iz vseh ladij. Danes so opremljene z dvema lanserjema RIM-116, dvema Phalanx 20 mm CIWS, 4 12,7 mm mitraljezi in 4 25 mm verižnimi topovi Mk 38.

## Zmogljivosti
Amfibijskodesantne ladje razreda Tarawa so zasnovane, da lahko opravljajo več nalog. Vsaka ladja tako združuje lastnosti:
- nosilke helikopterjev,
- letalonosilke V/STOL,
- plavajočega doka,
- transportne ladje,
- poveljniške ladje,
- bolnišnične ladje,...

Osnovni namen ladje je tako spraviti 1.900 pripadnikov okrepljenega bataljona mornariške pehote in pripadajočo opremo na ozemlje s pomočjo amfibijskih desantnih plovil in transportnih helikopterjev. Običajni bojni tovor ladje tega razreda je:
- 1.900 marincev,
- baterija 155 mm havbic (12 havbic),
- tankovska četa (20 tankov M60 Patton ali M1 Abrams),
- mehanizirana četa (30 vozil LAV 25),
- četa amfibijskih desantnih plovil (30 vozil AAV7),
- podporna lahka vojaška vozila (40 HMMWV in 20 M939 Truck), ...

Da bi prepeljali vso to opremo, je ladja opremljena s 4 200-tonskimi desantnimi plovili ali pa s 20 60-tonskimi. Pomemben je tudi letalski del opreme ladje. Ladijski hangarji so dovolj veliki, da lahko sprejmejo 30 helikopterjev CH-46 Sea Knight ali 19 helikopterjev CH-53 Sea Stallion, medtem ko je krov dovolj velik za novih 12 helikopterjev CH-46. Toda po navadi to število helikopterjev prilagodijo glede na določeno misijo in del helikopterjev zamenjajo s V/STOL letali AV-8 Harrier oz. drugimi manjšimi helikopterji. Standardna mešana sestava je tako po navadi: 12 CH-46, 6 CH-53, 4 AH-1T Sea Cobre, 2 UH-1 Hueyja in 6 AV-8 Harrierjev.

## Ladje razreda Tarawa
Prvotno je bila načrtovana izgradnja devetih ladij, toda zaradi krčenja vojaškega proračuna so izgradili le pet ladij.
| Ime                      | Ladjedelnica                                | Pričetek gradnje  | Splovitev         | Sprejeta v uporabo | Status                       | Slika                                    |
| USS Tarawa (LHA-1)       | Ingalls Shipbuilding (Pascagoula, Misisipi) | 15. november 1971 | 1. december 1973  | 29. maj 1976       | aktivna                      | USS Tarawa (LHA-1)                       |
| USS Saipan (LHA-2)       | Ingalls Shipbuilding (Pascagoula, Misisipi) | 21. julij 1972    | 18. julij 1974    | 15. oktober 1977   | aktivna                      | USS Saipan (LHA-2)                       |
| USS Belleau Wood (LHA-2) | Ingalls Shipbuilding (Pascagoula, Misisipi) | 5. marec 1973     | 11. april 1977    | 23. september 1978 | neaktivna izvzeta iz uporabe | USS Belleau Wood (LHA-2)                 |
| USS Nassau (LHA-4)       | Ingalls Shipbuilding (Pascagoula, Misisipi) | 13. avgust 1973   | 21. januar 1978   | 28. julij 1979     | aktivna                      | RFA Bayleaf (A109) in USS Nassau (LHA-4) |
| USS Peleliu (LHA-5)      | Ingalls Shipbuilding (Pascagoula, Misisipi) | 12. november 1976 | 25. november 1978 | 21. junij 1980     | aktivna                      |                                          |